# Adolphe Dumas
Pour les articles homonymes, voir Dumas.
Adolphe Dumas, né à la Chartreuse de Bonpas à Caumont-sur-Durance (Vaucluse) le 18 décembre 1805 et mort à Puys, lieu-dit près de Dieppe (Seine-Inférieure), le 15 août 1861, est un poète et auteur dramatique français. Sa place dans le panthéon littéraire lui fut assurée par un vers malheureux, dit « vers du hareng saur », devenu une illustration classique de la figure de style appelée kakemphaton.

## Biographie
Il fait ses études à Avignon, puis à Paris, où l'a invité à la rejoindre sa sœur Laure. Il se mêle activement au mouvement littéraire de 1830 et chante la Révolution de Juillet dans un dithyrambe intitulé Les Parisiennes. En 1835, il publie une épopée de quinze mille vers, La Cité des hommes, qui ne rencontre auprès du public aucun écho. Il se tourne alors vers le théâtre. Sa première pièce, un drame philosophique intitulé Fin de la comédie, ou la Mort de Faust et de Dom Juan, est reçue par le comité de lecture du Théâtre-Français mais interdite par la censure. La seconde, Le Camp des croisés, est sifflée par le public dès sa première représentation au Théâtre de l'Odéon en 1838. Malgré la présence de Frédérick Lemaître dans le rôle principal, sa troisième pièce, Mademoiselle de La Vallière, est aussi mal reçue que la précédente. Elle est suivie d'une comédie, L'École des familles, qui obtient un certain succès. L'échec de son dernier drame, Deux hommes, ou Un secret du monde, met fin à sa carrière théâtrale en 1849.
En 1855, il est chargé par le ministre de l'Instruction publique, Hippolyte Fortoul, de recueillir les chants populaires de Provence. C'est au cours de cette mission qu'il rencontre l'année suivante le poète Frédéric Mistral dans son village natal de Maillane. Mistral lui lit en provençal des extraits de Mirèio (Mireille), dont le manuscrit n'est pas encore achevé. Dumas est enthousiasmé. Lorsque Mistral se rend en visite à Paris deux ans plus tard, Dumas le présente à Lamartine, qui s'enthousiasme à son tour et consacre un Entretien de 79 pages à Mireille dans son Cours familier de littérature. Dans le chapitre de ses Mémoires où il raconte la découverte de son chef-d'œuvre, Mistral a fait ce portrait du « poète de Paris » que « la bonne étoile des félibres » avait amené chez lui :

« C'était Adolphe Dumas : une belle figure d'homme de cinquante ans, d'une pâleur ascétique, cheveux longs et blanchissants, moustache brune avec barbiche, des yeux noirs pleins de flamme et, pour accompagner une voix retentissante, la main toujours en l'air dans un geste superbe. D'une taille élevée, mais boiteux et traînant une jambe percluse, lorsqu'il marchait, on aurait dit un cyprès de Provence agité par le vent. »

Le 15 août 1861 il décède au hameau du Puys près de Dieppe, tout comme Alexandre Dumas père quelques années plus tard. Il est inhumé auprès de sa sœur Laure au cimetière monumental de Rouen (carré E, 17° rangée) sous le nom de : "JB Charles Dumas et famille".

## Le kakemphaton duCamp des croisés
Le calembour involontaire qui fit tomber Le Camp des croisés se trouve dans les deux vers suivants :

« Je sortirai du camp, mais quel que soit mon sort,
J'aurai montré, du moins, comme un vieillard en sort. »

Par la suite, ce kakemphaton du hareng saur fut souvent attribué à Victor Hugo. Dans ses Récréations littéraires, Albert Cim rapporte que, selon Onésime Reclus, « Victor Hugo était le premier à rire de cette plaisanterie, et, quand elle survenait, ne manquait jamais de riposter : « Tout en faisant des vers comme un vieillard en f'rait. » »
Mais ce que l'on reprochait avant tout à ce « drame humanitaire et panthéistique », c'est son total manque de clarté. Théophile Gautier parle ainsi d' « une intrigue insaisissable », rendue plus confuse encore par « un style symbolique, chargé en couleur, lyrique sans mesure et sans à-propos », qui fit perdre la pièce « comme une note confuse dans la vaste symphonie en la exécutée par les sifflets du public ». Alphonse Karr a raconté par ailleurs un autre incident qui eut lieu lors de la première :

« M. Adolphe Dumas — qui n'est nullement parent d'Alexandre Dumas — rencontra celui-ci dans un couloir […].
— Monsieur, dit M. Adolphe à M. Alexandre, — pardonnez-moi de prendre un peu de votre place au soleil, mais il peut bien y avoir deux Dumas, comme il y a eu deux Corneille.
— Bonsoir, Thomas, dit Alexandre en s'éloignant. »

Les deux Dumas n'en devinrent pas moins amis et publièrent ensemble en 1844 un court récit de voyage intitulé Temple et hospice du Mont-Carmel, en Palestine.

## Le poète
Pour faire imprimer sa Cité des hommes, Dumas avait frappé en vain chez les éditeurs. Ce fut l'un de ses frères qui s'en chargea. Avant de s'éteindre dans le silence, ce vaste poème, « effroyable tohu-bohu d'utopies et de rêves », fut sévèrement jugé par Sainte-Beuve, qui écrivait : « Ce poème, auquel on ne peut refuser élévation et imagination, réunit en lui toutes les difficultés conjurées de l'idée, de la langue et du rythme, tous les mélanges de l'individuel et du social, du réel, du mythique et du prophétique ; c'est comme une cuve ardente où bouillonnent, coupés par morceaux, tous les membres d'Éson. »
Dumas eut plus de bonheur avec son recueil intitulé Provence, qui fut salué notamment par Théodore de Banville. Quelque temps après la mort de Dumas, Théodore de Banville rendit un vibrant hommage à ce poète qu'il considérait comme un génie manqué :

« Cet homme, qui vient de mourir découragé, blessé, frappé au cœur, fut un poète. Toujours fourvoyé, toujours vaincu, mais toujours revenant à la charge, toujours prêt pour des luttes nouvelles, il eut presque tout du génie : l'invention, la fécondité, la volonté âpre, fougueuse et patiente, le don de communiquer à des visions la vie réelle, la force, la calme douceur, la rage impérieuse, l'amour effréné du beau, tout enfin, excepté cette qualité essentiellement française, la clarté, la simplicité du dessin, la sobriété voulue qui subordonne l'inspiration à des règles fixes, et, comme le vase transparent où le vin est enfermé, donne une forme précise à ce qui, par son essence, ne peut pas avoir de forme. »

## Œuvres
Poésie
- Les Parisiennes, chant de la Révolution de 1830 (v. 1832)
- La Cité des hommes (1835)
- Provence (1840)
- (oc) Mi regrèt de Prouvènço (Avignon, Roumanille, 1945)[11]

Théâtre
- Le Camp des croisés, drame en 5 actes et en vers, Paris, Théâtre de l'Odéon, 3 février 1838
- Mademoiselle de La Vallière, drame en 5 actes, en vers, Paris, Théâtre de la Porte-Saint-Martin, 15 mai 1843
- L'École des familles, comédie en 5 actes, en vers, Paris, Théâtre-Historique, 20 mai 1847
- Deux hommes, ou Un secret du monde, drame en 5 actes, en vers, Paris, Théâtre de la République, 25 octobre 1849[12]

Varia
- Temple et hospice du Mont-Carmel, en Palestine, avec Alexandre Dumas (1844) Texte en ligne
- Les Philosophes baptisés, études (1845)
- Correspondance de Frédéric Mistral et Adolphe Dumas : 1856-1861, Ophrys, Gap, 1959

## Postérité
En novembre 2013, un monument à la mémoire du poète est inauguré dans la ville de Cabannes (Bouches-du-Rhône), à l'intersection de l'avenue Jean Moulin et de l'avenue Paul Cézanne.

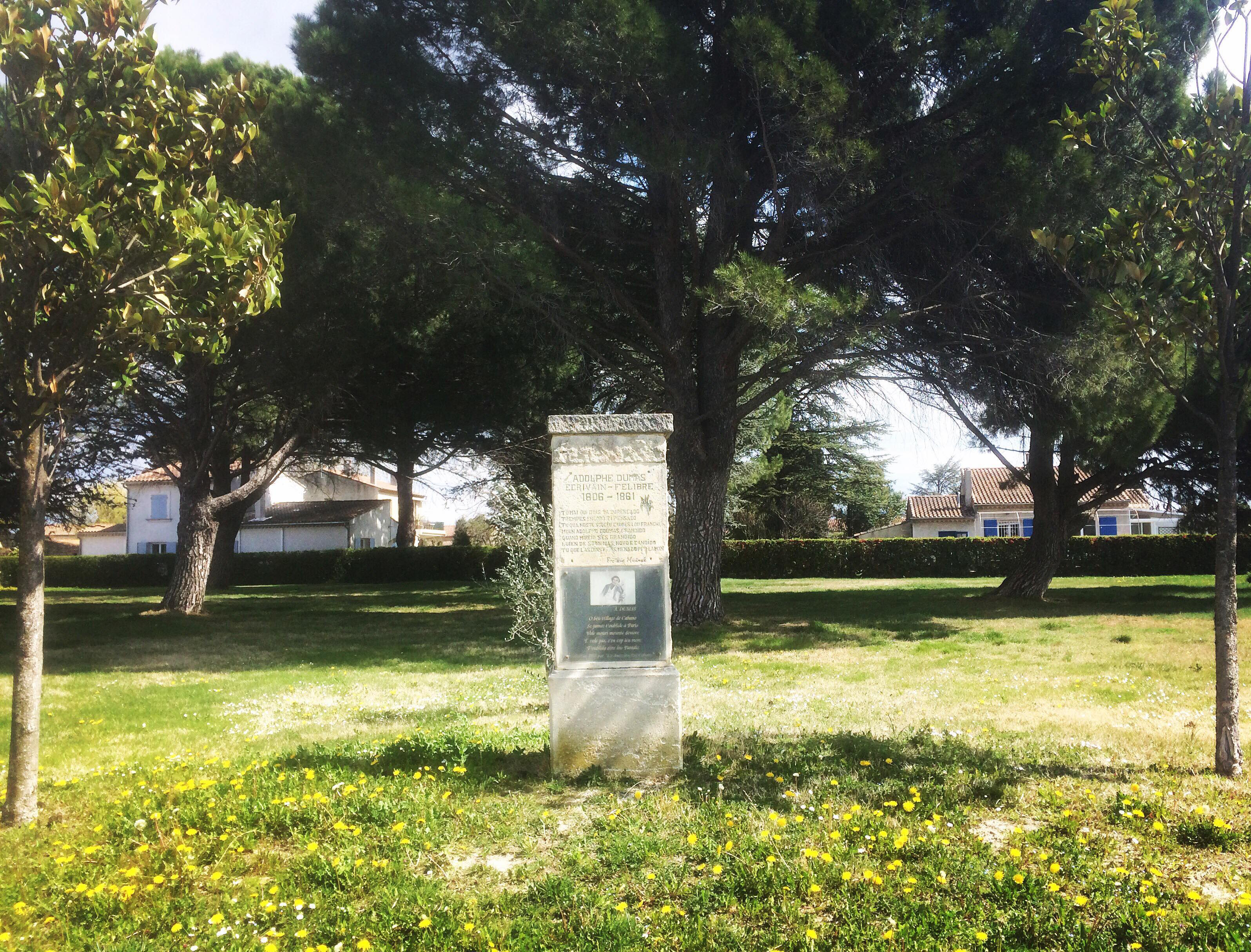
Monument commémoratif, réalisé et inauguré en 2013 à Cabannes (Bouches-du-Rhône) par l'association des Amis du Vieux Cabannes

## Pour approfondir